# Elaphoglossum rosillense
Elaphoglossum rosillense är en träjonväxtart som beskrevs av Urban. Elaphoglossum rosillense ingår i släktet Elaphoglossum och familjen Dryopteridaceae. Inga underarter finns listade.